# Erebochlora roseofasciata
Erebochlora roseofasciata là một loài bướm đêm trong họ Geometridae.